# Crotalaria unifoliolata
Crotalaria unifoliolata är en ärtväxtart som beskrevs av George Bentham. Crotalaria unifoliolata ingår i släktet sunnhampor, och familjen ärtväxter. Inga underarter finns listade i Catalogue of Life.